# Elephantomyia argyrophora
Elephantomyia argyrophora är en tvåvingeart som beskrevs av Alexander 1947. Elephantomyia argyrophora ingår i släktet Elephantomyia och familjen småharkrankar. Inga underarter finns listade i Catalogue of Life.